# Ramalhal
Ramalhal é uma povoação portuguesa sede da Freguesia de Ramalhal do Município de Torres Vedras, freguesia com 36,90 km² de área e 3631 habitantes (censo de 2021), tendo, por isso, uma densidade populacional de 98,4 hab./km².
A freguesia assume uma relevância estratégica devido ao seu posicionamento dentro da região oeste.
Possui um considerável crescimento económico e industrial, conjugando a presença de indústrias de caráter mais tecnológico, principalmente no Polígono Industrial do Ameal, e outras, de caráter mais clássico como a indústria da cerâmica, carvão e claro, uma produção agrícola considerável. 

## Demografia
A população registada nos censos foi:
| Distribuição da População por Grupos Etários | Distribuição da População por Grupos Etários | Distribuição da População por Grupos Etários | Distribuição da População por Grupos Etários | Distribuição da População por Grupos Etários |
| -------------------------------------------- | -------------------------------------------- | -------------------------------------------- | -------------------------------------------- | -------------------------------------------- |
| Ano                                          | 0-14 Anos                                    | 15-24 Anos                                   | 25-64 Anos                                   | > 65 Anos                                    |
| 2001                                         | 487                                          | 384                                          | 1601                                         | 580                                          |
| 2011                                         | 532                                          | 362                                          | 1885                                         | 693                                          |
| 2021                                         | 457                                          | 395                                          | 1946                                         | 833                                          |

## Localidades que compõem esta freguesia
Além da sede, a Freguesia de Ramalhal engloba as seguintes localidades:
- Ameal
- Abrunheira
- Casais Larana
- Vila Facaia

## Entidades
- Associação de Socorros da Freguesia do Ramalhal
- Casa do Povo da Freguesia do Ramalhal
- Grupo Desportivo do Ramalhal
- Centro Social Cultural Recreativo e Desportivo do Amial
- Centro Social Cultural Recreativo e Desportivo de Vila Facaia
- Associação Cultural Recreativa e Desportiva de Abrunheira
- Associação Cultural Recreativa e Desportiva de Casais Larana

## Património, Locais de Interesse e Eventos
- Igreja Matriz do Ramalhal
- Igreja de Santo António
- Estação de Comboio da C.P.
- Coreto do Ramalhal e de Vila Facaia
- Centro Interpretativo da Azenha da Ponte
- Museu Etnográfico Paroquial do Ramalhal
- Outras Azenhas, Fontes, Fontanários e Lavadouros

- Festa em Honra de Nossa Senhora da Ajuda (Ramalhal)
- Festa em Honra do Divino Espírito Santo (Vila Facaia)
- Festa em Honra de Santo António (Amial)
- Festa em Honra do Mártir São Sebastião (Abrunheira)
- Festa em Honra de São José (Casais Larana)
- Festival do Morango (Amial)